# Thamud
Thamud (in arabo ثمود‎?, Thamūd) è una città dello Yemen nel governatorato di Hadramawt.